# Kevin D. Admiral

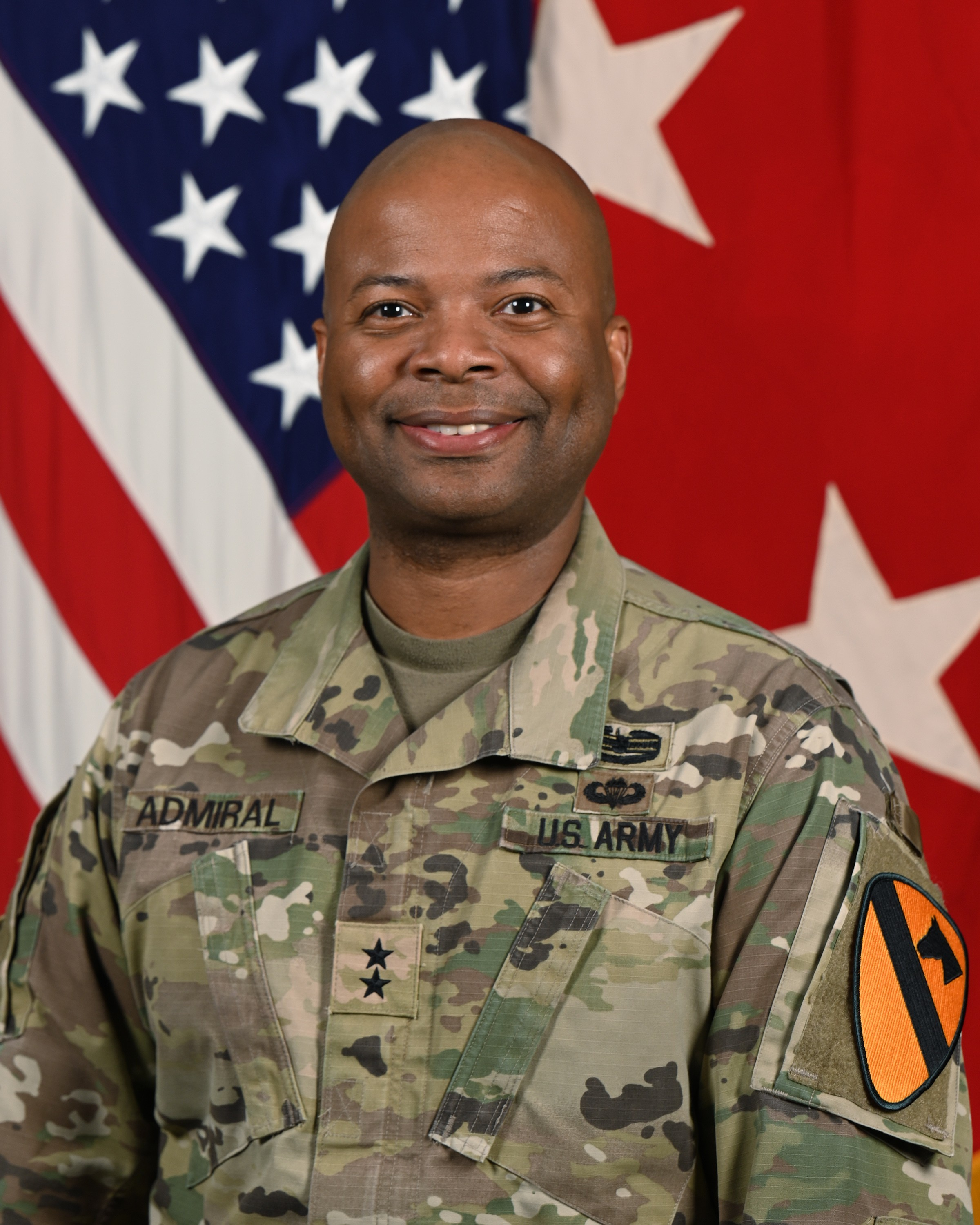
Kevin D. Admiral (2023)

Kevin D. Admiral  (* um 1972) ist ein Generalleutnant der United States Army. Bis zum August 2024 kommandierte er die 1. Kavalleriedivision. Seither ist er Oberbefehlshaber des III. Korps.
Über das ROTC-Programm der University of Kansas gelangte Kevin Admiral im Jahr 1994 in das Offizierskorps des US-Heeres. Dort wurde er als Leutnant den Panzertruppen zugeteilt. In der Armee durchlief er anschließend alle Offiziersränge vom Leutnant bis zum Zwei-Sterne-General.
Im Lauf seiner militärischen Karriere absolvierte Admiral verschiedene Kurse und Schulungen. Dazu gehörten unter anderem der Armor Officer Advanced Course, die Joint Advanced Warfighting School, und das britische Royal College of Defence Studies in London.
In seinen jüngeren Jahren absolvierte er den für Offiziere in den niederen Rangstufen üblichen Dienst in unterschiedlichen Einheiten und Standorten. Dazu gehörten auch Aufgaben als Stabsoffizier in verschiedenen Hauptquartieren. Im weiteren Verlauf seiner Karriere kommandierte er militärische Einheiten auf fast allen Ebenen bis zum Divisionskommandeur. Neben Stationierungen in den Vereinigten Staaten war er auch in Südkorea, dem Irak und in Afghanistan eingesetzt. In Südkorea kommandierte er zwei Kompanien.
Später war er unter anderem Stabsoffizier beim National Training Center. Zwischen 2005 und 2009 gehörte er in verschiedenen Funktionen dem Stab bzw. Untereinheiten der 4. Infanteriedivision an. Dabei war er zeitweise im Irak tätig. Dort gehörte er von 2007 bis 2009 dem Stab der Multi-National Force – Iraq in Bagdad an die, nach dem Abzug der meisten verbündeten Truppen, aus amerikanischen Einheiten unter Führung der 4. Infanteriedivision bestand.
Nach seiner Rückkehr in die Vereinigten Staaten gehörte Kevin Admiral ab 2009 dem Stab des Chief of Staff of the Army an. Im Jahr 2011 erhielt er das Kommando über das 1. Bataillon des 36. Infanterieregiments das der 1. Brigade der 1. Panzerdivision untersteht. Mit dieser Einheit war er auch in Afghanistan eingesetzt. Danach gehörte er für einige Zeit dem Stab der 1. Panzerdivision an. Anschließend wurde er für einige Zeit nach London in England versetzt.
Als Nächstes erhielt Admiral das Kommando über das 3. Kavallerieregiment, das in Fort Hood dem heutigen Fort Cavazos stationiert war und dann ebenfalls in Afghanistan zum Einsatz kam. Im Jahr 2017 wurde Admiral erneut nach Südkorea versetzt, wo er Stabsoffizier beim kombinierten United Nations Command, den amerikanisch-südkoreanischen Streitkräften und den United States Forces Korea, war.
Anschließend kehrte er zum Stab der 4. Infanteriedivision zurück, wo er die Leitung der Stabsabteilung G3 für Operationen übernahm. Danach übernahm er, wieder in Afghanistan, das Kommando über die Task Force Southeast in Paktiya. Danach leitete er bis zum Juni 2021 die United States Army Armor School in Fort Moore dem vormaligen Fort Benning. Bereits am 2. Dezember 2019 hatte er mit seiner Beförderung zum Brigadegeneral die Generalsränge erreicht.
Im Juni 2021 wurde Kevin Admiral zum Heeresministerium in Washington, D.C. versetzt. Dort war er bis zum Juni 2023 Abteilungsleiter (Director, Force Management, Office) innerhalb der kombinierten G3/5/7-Stabsabteilung. In diese Zeit fiel am 1. August 2022 seine Beförderung zum Generalmajor.
Im Juli 2023 übernahm er als Nachfolger von John B. Richardson IV das Kommando über die 1. Kavalleriedivision die in Fort Cavazos dem früheren Fort Hood stationiert ist und dem ebenfalls dort ansässigen III. Korps untersteht. Kevin Admiral übte dieses Kommando bis zum August 2024 aus. Danach erhielt er unter Beförderung zum Generalleutnant als Nachfolger von Sean Bernabe das Kommando über das III. Korps. 

## Orden und Auszeichnungen
Im Lauf seiner militärischen Laufbahn erhielt er unter anderem folgende Auszeichnungen:
- Army Distinguished Service Medal
- Defense Superior Service Medal
- Legion of Merit
- Bronze Star Medal
- Meritorious Service Medal
- Army Commendation Medal
- Army Achievement Medal
- Purple Heart